# Isolepis keniaensis
Isolepis keniaensis är en halvgräsart som beskrevs av Kaare Arnstein Lye. Isolepis keniaensis ingår i släktet borstsävssläktet, och familjen halvgräs. Inga underarter finns listade i Catalogue of Life.